# Gaël Clichy
Gaël Clichy (Toulouse, 1985. július 26. –) francia válogatott labdarúgó, a svájci Servette hátvéde.

## Pályafutása

### Manchester City
2011. július 3-án a manchesteri csapat bejelentette, hogy az Arsenal balhátvédjét, Gaël Clichyt 4 évre leszerződtették.

### İstanbul Başakşehir
Miután lejárt a szerződése a Manchester City-nél, szabadon igazolhatóvá vált és a török İstanbul Başakşehir csapatában folytatta pályafutását.

### Servette
2020. december 2-án a svájci Servette együtteséhez igazolt.

## Sikerei, díjai

### Klub
- Arsenal:
  - Premier League: 2003–04
  - Angol kupa: 2004–05
  - Angol szuperkupa: 2004

- Manchester City:
  - Premier League: 2011–12, 2013–14
  - Angol szuperkupa: 2012
  - Angol ligakupa: 2013–14, 2015–16

- İstanbul Başakşehir:
  - Török bajnok: 2019-20

### Válogatott
- Franciaország U21
  - Touloni Ifjúsági Torna: 2004